# Rondin Ciudadela-Colegio 707 (Comodoro Rivadavia)
La Rondin Ciudadela-Colegio 707 es una línea de colectivos suburbana de Comodoro Rivadavia, bajo concesión de la empresa Transporte Patagonia Argentina desde 2014 que une el barrio Ciudadela con el Colegio 707. 

## Cuadro Tarifario
| Boleto             | Tarifa |
| ------------------ | ------ |
| Urbano             | $22    |
| Suburbano          | $23.52 |
| Estudiante         | $11    |
| Jubilado           | $11    |
| Discapacitado      | $0.00  |
| Policía del Chubut | $0.00  |

En el caso de los boletos de Estudiante y Jubilado reciben un subsidio de la municipalidad de Comodoro Rivadavia que les cubre un 50% del valor del boleto.

## Recorrido principal

### 8A: Ciudadela - Don Bosco
También llamado Rondín Colegio 707 - Ciudadela
| 8A         | Primer servicio A: Don Bosco | Primer servicio A: Ciudadela | Último servicio A: Don Bosco | Último servicio A: Ciudadela |
| Laborables | 06:28                        | 06:58                        | 20:54                        | 21:24                        |

Ida: Colegio 707, Base Melchor, Base Matienzo, Calle 2404, Teniente Daniel Jukic, Avenida Comodoro Martín Rivadavia, Enrique Hermitte, Francisco Pigafetta, Wenceslao Escalante, Teodoro Petroff, Avenida Italo Dell Oro, Juan José Paso, 1° de Noviembre, General Lavalle, Antártida Argentina, Doctor Mariano González, Rotonda 3 y 39, Ruta Nacional 3, Independencia, Pucará, Los Andes, El Baqueano, El Chasqui, Juan Carlos Burgueño, Los Andes, Cerro Hermitte, Cerro Solano, Cerro El Dedal.
Vuelta: Cerro El Dedal y Cerro Hermitte, Cerro Hermitte, Los Andes, Juan Carlos Burgueño, El Chasqui, El Baqueano, Los Andes, Pucara, Independencia, José Hernández, 1.º de Mayo, Boulevard Constitución, Doctor Mariano González, Rotonda Ruta 3 y 39, 1° de Noviembre, Juan José Paso, Teniente Gerardo Vanesia, San Lorenzo, Fuerza Aérea Argentina, Juan José Paso, Avenida Italo Dell´Oro, Teodoro Petroff, Wenceslao Escalante, Francisco Pigafetta, Enrique Hermite, Avenida Comodoro Martín Rivadavia, Teniente Daniel Jukic, Calle 2404, Base Matienzo, Base Melchior, Colegio 707.
Ida
| BUS2 | KBHFa |

|  | BHF |

|  | BHF |

|  | BHF |

|  | BHF |

|  | BHF |

|  | BHF |

|  | BHF |

|  | BHF |

|  | BHF |

|  | BHF |

|  | BHF |

|  | BHF |

|  | BHF |

|  | BHF |

|  | BHF |

|  | BHF |

|  | BHF |

|  | BHF |

|  | BHF |

|  | BHF |

Regreso:
|  | KBHFa |

|  | BHF |

|  | BHF |

|  | BHF |

|  | BHF |

|  | BHF |

|  | BHF |

|  | BHF |

|  | BHF |

|  | BHF |

|  | BHF |

|  | BHF |

|  | BHF |

|  | BHF |

|  | BHF |

|  | BHF |

|  | BHF |

|  | BHF |

|  | BHF |

|  | BHF |